# Giuseppe Mercurio
Giuseppe Mercurio (Orosei, 1919 – 1994) è stato uno scrittore, linguista e giornalista italiano, studioso della lingua sarda e delle tradizioni popolari sarde.

## Biografia
Dopo aver conseguito le lauree in Vigilanza Scolastica e in Pedagogia (con tesi dal titolo John Locke e alcuni aspetti del pensiero pedagogico contemporaneo) all'Università di Cagliari (presso la quale fu allievo di Ludovico Geymonat, Francesco Alziator e Renato Lazzarini), diversificò la propria attività professionale e culturale operando come dirigente, giornalista e ricercatore delle tradizioni popolari sarde. Di rilievo identitario sono i suoi studi folclorici e demo-antropologici, condotti prevalentemente nelle Baronie. Si occupò della parlata sardo-baroniese, considerata dal linguista Max Leopold Wagner la più conservativa dell'isola. Fu presidente dell'Unione Nazionale Direttori e Ispettori Scolastici e direttore del mensile nazionale tecnico-giuridico Direzione e Scuola. La Rubrica interattiva "Scuola", del mensile padovano Messaggero di Sant'Antonio, fu curata da Giuseppe Mercurio, ininterrottamente, dal 1971 al 1993.
Nel 1964, la casa editrice Signorelli gli affidò la traduzione del Lazarillo de Tormes, opera di anonimo spagnolo del XVI secolo.

## Opere
- Gemme del libro di Dio: episodi del Vecchio Testamento / narrati da Giuseppe Mercurio, Milano, Signorelli, 1962, IT\ICCU\PUV\0835942
- Actus apostolorum, traduzione in sardo-baroniese da parte di Giuseppe Mercurio, Nuoro, Edizioni Solinas, 2004, IT\ICCU\CAG\1465961
- Il tesoro di Kala, revisione opera del 1963 curata da Giuseppe Mercurio (1986), Comune di Orosei, Solinas ed., Nuoro, 2008, IT\ICCU\CAG\1632826
- S'allega baroniesa: la parlata sardo-baroniese: fonetica, morfologia, sintassi, Milano, Ghedini, 1997, IT\ICCU\CAG\0066525
- Scherzi e Macchiette, adattamento scritti di C. Collodi, illustrazioni di I. Bordigoni, Milano, AMZ editore, 1963, IT\ICCU\SBL\0146032
- Prima Rassegna di Canti Sacro Popolari a Orosei, a cura di Martino Corimbi e Giuseppe Mercurio, Cuncordu de Orosei, Comune di Orosei, rif. in "L'Ortobene", Nuoro, ottobre, 1988
- Didattica dell'Aritmetica, per un migliore collegamento con la Scuola Media, Associazione Direttori Didattici Italiani, Milano, 1967
- Algoritmizzazione dell'insegnamento della matematica, A.D.D.I., Milano, 1969
- Assolvimento dell'obbligo scolastico, Convegno Ministero della Pubblica Istruzione Circoscrizioni sarde, Nuoro 1957, in "Giornale d'Italia", giugno, 1957
- Didattica e cultura, in "Educatore italiano", Milano, settembre 1961
- Linguistica e didattica, in "Educatore italiano", Milano, marzo, 1962
- Democrazia e Scuola, in "Educatore Italiano", Milano, febbraio e aprile, 1965
- L'Insegnamento della Lingua Francese nelle Scuole Elementari Statali, Min. Pubblica Istruzione-Circoscrizione Provinciale, Milano, 1973
- Differentzias tra ortografia e pronuncia in su dialettu baroniesu, quattro saggi, in "l'Ortobene - Diocesi di Nuoro", settembre 1977- gennaio 1978
- Dirigenza e ispezione nell'ordinamento scolastico spagnolo, in "Direzione e Scuola", Brescia, luglio, 1985
- Legittimità in materia di orario scolastico, in "I Diritti della Scuola", Brescia, luglio, 1985
- Così fan morire a Orosei il Villaggio prenuragico di Muros, in "L'Unione sarda", 28 settembre 1983
- I primi abitanti della Sardegna alla luce delle leggende e della ricerca archeologica, in "I Nuraghi", settembre, 1986
- Morale e pedagogia nel Primo Libro del "De Officiis" di Sant'Ambrogio, opera inedita (1976-1979)